# Muzio Giuseppe Spirito de Tommasin
Muzio Giuseppe Spirito de Tommasini, a veces conocido como Muzio Tommasini o como Mutius von Tommasini (Trieste, 4 de junio de 1794-ibid. 31 de diciembre de 1879) fue un botánico, briólogo, y político nacido en Trieste bajo la soberanía de Austria-Hungría.

## Biografía
Comenzó a interesarse en la botánica como un estudiante de la escuela media en Liubliana. Mientras estudiaba medicina en la Universidad de Viena, donde se inspiró en la obra del profesor Joseph Franz von Jacquin (1766-1839), y llevó a cabo investigaciones sobre la flora en las cercanías de Viena. Después, Tommasini estudió derecho en la Universidad de Graz.

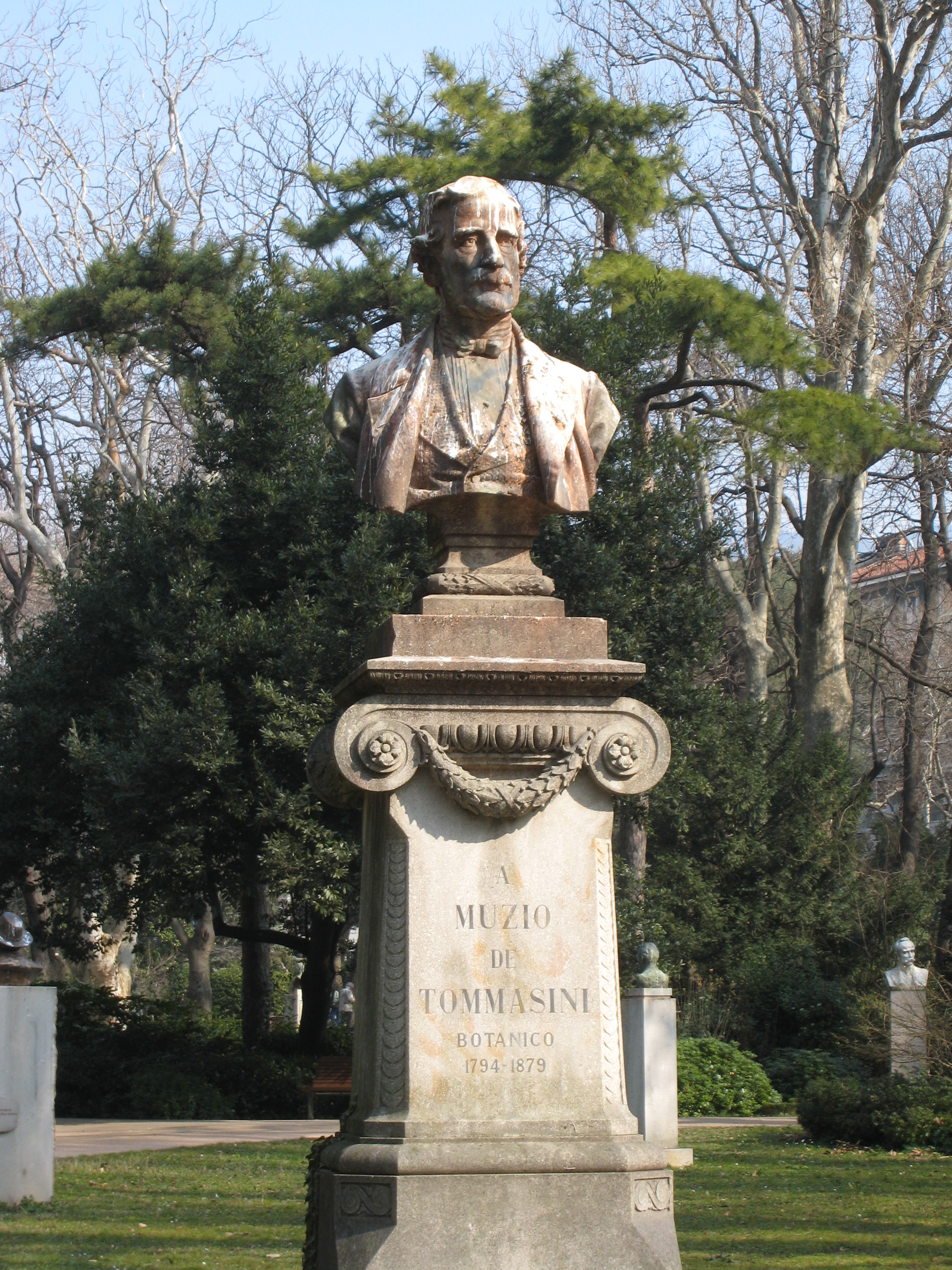
Busto del autor, en Trieste

Un político de carrera, recibió su primer nombramiento en 1817 como funcionario en el distrito de Istria. Durante el año siguiente fue elegido secretario de distrito de la ciudad de Split. De 1839 a 1860 fue alcalde de Trieste. Después de su retiro en 1860, dedicó su tiempo a la investigación de la flora local.
Como botánico participó en varias expediciones notables. Al principio de su carrera tomó viajes de exploración a las montañas de Biokovo en 1823 y Dalmacia en 1827. En 1832 acompañó a Nicolas-Théodore de Saussure (1767-1845) en una excursión botánica a través del Litoral austríaco, y en 1837 con el botánico británico George Bentham (1800-1884) realizó estudios en las regiones de Carniola, Carintia y Friuli.
Después de su elección como alcalde en 1839, sus estudios científicos se limitan esencialmente a los alrededores de Trieste. Sin embargo, en 1840 viajó a los Alpes Julianos, donde escaló Monte Matajur. Poco después colaboró con Otto Sendtner (1813-1859) en un viaje de exploración a las zonas limítrofes de Austria, donde se recogieron las plantas para un herbario.
Tommasini jugó un papel importante en la creación del Museo Civico di Storia Naturale di Trieste. La especie Crocus tommasinianus se nombra en su honor. Esta planta se conoce comúnmente como Elfenkrokus (elfin azafrán ) en Alemania, y en ocasiones como "tommies" o "Tommy" en los países de habla inglesa.
- La abreviatura «Tomm.» se emplea para indicar a Muzio Giuseppe Spirito de Tommasin como autoridad en la descripción y clasificación científica de los vegetales.[2]